# Cristina Sciolla
Cristina Sciolla is een shorttracker en langebaanschaatsster uit Italië.
Sciolla nam in 1988 deel aan de Olympische Winterspelen, toen shorttrack een demonstratiesport was. Er werden geen medailles uitgedeeld, maar Sciolla werd met het Italiaanse team wel eerste op de 3000 meter aflossing.
Vier jaar later op de Olympische Winterspelen van 1992 reed ze de 500 meter en de 3000 meter aflossing.
In 1993 werd Sciolla derde op de Italiaanse kampioenschappen schaatsen allround.
In januari 1988 reed Sciolla het wereldrecord shorttrack 500 meter, dat tot maart 1991 bleef staan.
Tussen 1988 en 1991 bezat Sciolla met het Italiaanse team drie maal het wereldrecord op de 3000 meter relay.

## Records
| Afstand    | Tijd    | Datum            | Baan            |
| ---------- | ------- | ---------------- | --------------- |
| 500 meter  | 45,20   | 15 november 1984 | Inzell          |
| 1000 meter | 1.34,83 | 16 januari 1983  | Baselga di Piné |
| 1500 meter | 2.25,98 | 15 december 1984 | Grenoble        |
| 3000 meter | 5.22,03 | 24 januari 1987  | Cortina         |
| 5000 meter | 9.40,27 | 6 februari 1983  | Cortina         |

bijgewerkt 2021